# Hyrtios caracasensis
Hyrtios caracasensis är en svampdjursart som först beskrevs av Carter 1882.  Hyrtios caracasensis ingår i släktet Hyrtios och familjen Thorectidae.
Artens utbredningsområde är Venezuela. Inga underarter finns listade i Catalogue of Life.